# Halacá
Halachá (הֲלָכָה‎; romaniz.: ălāḵā)  ([həˈlʌχə]) ([həˈlɑːˈχɑː]) (grafias alternativas Halakah; Halachah; Halacha), também conhecida como Lei judaica, é o conjunto normativo que codifica e interpreta as obrigações religiosas e os preceitos legais do judaísmo, abrangendo tanto a Torá escrita como a tradição rabínica, e regulando a conduta individual e colectiva dos judeus observantes em matéria ritual, ética e civil.

## Análise etimológica e gramatical
No hebraico Sefardita pronuncia-se ([hɑlɑˈxɔt]) e hebraico Asquenazi ([hɑlɔˈxoʊs]). Flecte no plural como Halakot ou Halachot; Halacot; Halachots ou Halacas.
O substantivo «Halachá» deriva do étimo radical Halak (הָלַך; romaniz.: álac - ir, andar), e, apesar de ser comummente  conhecido como Lei judaica, numa tradução mais literal tem o significado de caminho.
Na Torá, a vida boa é frequentemente mencionada como a maneira pela qual o Homem deve "ir", por exemplo Êxodo 18:20–'mostra-lhes o caminho para onde devem ir e a obra que devem fazer'.
Num sentido específico a palavra halachá é empregada, em contraposição à aggadá (material não legal da literatura rabbínica), sendo assim referente a orientação, hábito, costume, modo de agir; práticas (que engloba o pessoal, social, nacional, relações exteriores e todas as observâncias) do judaísmo.
Originalmente, o termo era empregado em uma decisão (lei), em particular num dado exemplo como na expressão "no Sinai" (halakhah le-mshá mi-sinai*). Com o uso continuo dessa referência o termo Halachá tornou-se genérico para todo o sistema legal de leis e observâncias no judaísmo. Às vezes é empregada pelos rabinos como "tradição", como por exemplo, quando diziam: "se isso é halachá (ou seja, tradição) nós acataremos, mas se for um din (ou seja, argumento) questionaremos."
Uma apresentação ordenada e tópica da tradição rabínica aparece na Mishná Torá (Repetição da lei) por Maimônides (também conhecido como o rabino Moshe ben Maimon, ou Rambam, 1135 - 1204). E o guia essencial para os mandamentos a serem seguidos na vida diária é o Shulkhan Arukh (Mesa preparada) por Yosef Karo (1488 - 1575).
Nas obras modernas também ocorre o termo "midrash halachá", cobrindo interpretações, discussões e controvérsias relacionadas com a parte legal do Escrituras.

## Halachá em Israel e no mundo judeu moderno
O judaísmo ortodoxo basicamente aceita a halachá como um corpo de leis imutável. Pequenas diferenças de interpretação são toleradas de acordo com os costumes históricos que evoluíram nas comunidades locais. Destacam-se os costumes asquenazes e sefarditas que, inadvertidamente, perpetuam a etnia judaica. O judaísmo conservativo é mais flexível na introdução de mudanças religiosas, enquanto os movimentos reformistas e reconstrucionistas rejeitam a halachá como um sistema obrigatório que dita o comportamento contemporâneo.
Apenas uma minoria dos judeus do mundo adere estritamente à halachá, com Israel tendo a maior porcentagem - entre 20 e 25%. Mas a institucionalização de alguns aspectos da halachá no rabinato estatal de Israel e na esfera política (inter alia, definindo quem é judeu de acordo com os padrões halákicos) afeta toda a população israelense. Isso resultou, em Israel, em tensão entre judeus religiosamente observadores, judeus não observantes e pessoas que não são consideradas judeus por Halachá (por exemplo, descendentes patrilineares de judeus que são reconhecidos como tal pelo movimento norte-americano de reforma, ou pessoas convertidas a Judaísmo por rabinos não ortodoxos).
O conflito sobre a aceitação do judaísmo halákico como a única manifestação legítima do judaísmo contemporâneo e as consequentes implicações para a aceitação de rabinos e regras religiosas de outras denominações se estende ao judaísmo mundial, em parte devido ao papel central de Israel na vida judaica mundial.